# Thales
För andra betydelser, se Thales (olika betydelser).
Thales från Miletos (grekiska: Θαλής ὁ Μιλήσιος), född cirka 625 f.Kr. i Miletos, död cirka 545 f.Kr., var en grekisk försokratisk filosof, allmänt benämnd som den förste filosofen men känd också för insatser inom astronomi och matematik. Han levde och verkade i Miletos. Han var en av Greklands sju vise.

## Biografi
Thales är den förste filosof som Diogenes Laertios nämner i sin omfattande biografi över antikens filosofer. Diogenes skriver att Thales var son till Examyes och Cleobulina och delvis var av feniciskt ursprung. Han var den förste som blev utnämnd till "vis man", men han ägnade sig till en början åt naturvetenskap, i synnerhet astronomi.
Thales är känd bland annat genom historieskrivaren Herodotos, vilken berättar att Thales var en berest man som varit i Egypten och andra länder, att han hade kunskap i geometri. Aristoteles utnämnde honom till grundare av den filosofi vilken frågar sig vad allt vara uppstår ifrån. Aristoteles säger att Thales svarade vatten på den frågan. Han menade att "allt är vatten".
Thales ställde frågan om vad det är som är oföränderligt i det föränderliga; vad som är enheten i mångfalden. Han sökte ett slags byggsten, ett urämne, arche. Observationer av vattnets funktion ledde honom till ett svar; ur vatten kommer liv; vatten kan anta olika form: fast, flytande, ånga. Poängen i Thales påstående, och anledningen till att han och inte någon föregångare utnämns till västerlandets förste filosof, är att om nu allt består av vatten måste också allt som händer kunna förklaras om man lär känna vattnets lagar och funktioner; allt kan förklaras om vi kan förklara vatten. Det är det första kända försöket att ställa upp en generell teori baserad på observationer av verkligheten.
Genom sin filosofi har Thales kommit att betraktas som en förgrundsgestalt i grundandet av den västerländska vetenskapen i och med att han menade att allt kunde förklaras med hjälp av det mänskliga förnuftet utan åberopande av gudarna. Thales menade att allt är förståeligt för den mänskliga tanken.
Diogenes berättar att Thales var den förste som hävdade att människans själ är odödlig, fastän han medger att Aristoteles och Hippias menade att han sagt att även livlösa ting har själ. Enligt Diogenes beräknade Thales solens storlek till 720 gånger större än månen, bestämde att månaden har trettio dagar och beräknade årets dagar till 365.
Thales dog under en gymnastisk övning som han beskådade, utmattad av hetta, ålder och törst, berättar Diogenes.

## Utmärkelser
Asteroiden 6001 Thales är uppkallad efter Thales.

### Webbkällor
- Diogenes Laertios – "Life of Thales" (Webbåtkomst 2014-10-02)